# Défécation (chimie)
Pour les articles homonymes, voir Défécation (homonymie).
Une défécation est une réaction chimique destinée à clarifier un liquide contenant des impuretés (ou sédiments).

## Principe
Le but de la défécation est de clarifier un liquide contenant des impuretés. Il s'agit de séparer les impuretés du suc que l'on souhaite conserver ; pour ce faire, on a recours à un agent de défécation sélectif, qui doit être soigneusement choisi de sorte qu'il laisse dans le suc les substances qu'on souhaite garder. Cet agent peut être un précipitant (comme l'acétate de plomb), ou peut avoir un fonctionnement différent, comme l'adsorption (cas des réactifs de Carrez).

## Applications

### Défécation du sucre

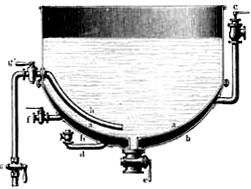
Schéma de chaudière à déféquer utilisée dans la fabrication du sucre. Meyers Konversationslexikon, 1885–1890.

La défécation est une étape importante du raffinage du sucre de betterave. Il s'agit en effet de la première clarification, destinée à éliminer les matières insolubles présentes dans le suc et une partie des éléments dissous (albumine), étape nécessaire à la bonne réalisation des étapes ultérieures. Le procédé consiste à chauffer le jus de betterave à 60 °C et à y ajouter de la chaux ; après mélange, le liquide doit être laissé au repos jusqu'à ébullition ; cette ébullition doit être contenue. Une bonne défécation aboutit à la formation d'une épaisse écume verdâtre en surface du jus clarifié. La défécation terminée, le jus clarifié doit être sous-tiré par un robinet en fond de cuve.
La chaux a également été employée dans la défécation du sucre de canne.
Une autre technique de défécation du sucre utilisait de l'acide sulfurique comme agent de défécation, mais ce procédé est moins conseillé.

### Défécation ducidre
La défécation nécessite l'ajout dans le jus d'agents coagulants, comme du sel ou des carbonates de chaux. De tous les composés de calcium utilisés pour la défécation du cidre, le plus efficace est le chlorure de calcium, qui n'entraine pas les problèmes rencontrés avec les autres sels de calcium (changement de pH ou développement bactérien).
La défécation intervient entre deux et cinq jours après avoir extrait le jus des pommes. Les ferments contenus dans le jus provoquent la remontée de bulles de gaz carbonique, qui entrainent avec elles les matières coagulées, qui forment une écume (chapeau brun) à la surface de la cuve. Il faut alors procéder au sous-tirage du jus avant que cette écume ne décante et ne revienne perturber le jus clarifié. Il est courant qu'une partie des boues sédimente en fond de cuve : il faut alors soutirer le jus clarifié entre le chapeau brun et le fond.
Le terme défécation, connoté négativement, est susceptible d'être remplacé par l'expression « clarification par gélification des pectines ».

### Utilisations en médecine
La défécation a été utilisée pour procéder à l'analyse du lait maternel et de l'urine. Elle implique l'introduction d'un composé chimique à même de précipiter le fluide (nitrate mercurique pour les urines, ferrocyanure de zinc pour le lait).